# Szerecseny, Győr-Moson-Sopron
Szerecseny  este un sat în districtul Tét, județul Győr-Moson-Sopron, Ungaria, având o populație de 801 locuitori (2011). 

## Demografie
Componența etnică a satului Szerecseny
     Maghiari (96,38%)
     Germani (1,61%)
     Necunoscut (1,07%)
     Romi (0,94%)
     Alții (1,07%)
Componența confesională a satului Szerecseny
     Reformați (10,99%)
     Luterani (10,86%)
     Fără religie (4%)
     Necunoscută (73,53%)
     Atei (0,62%)
     Alte religii (0,75%)
Conform recensământului din 2011, satul Szerecseny avea 801 locuitori. Din punct de vedere etnic, majoritatea locuitorilor (96,38%) erau maghiari, cu o minoritate de germani (1,61%). Apartenența etnică nu este cunoscută în cazul a 1,07% din locuitori. Nu există o religie majoritară, locuitorii fiind reformați (10,99%), luterani (10,86%) și persoane fără religie (4,0%). Pentru 73,53% din locuitori nu este cunoscută apartenența confesională.